# Nytjärnen (Malå socken, Lappland)
Nytjärnen är en sjö i Malå kommun i Lappland och ingår i Umeälvens huvudavrinningsområde.